# American International Group

Altes Logo

Die American International Group, Inc. (AIG) ist ein börsennotierter Versicherungskonzern mit Hauptsitz in New York City. Das Unternehmen war lange Zeit der größte Erstversicherungs-Konzern der Welt; im Jahr 2008 stand es nach der Allianz SE und der ING Groep an dritter Stelle.
Das Unternehmen bietet Versicherungen für Geschäfts- und Privatkunden sowie viele weitere Finanzdienstleistungen an. Im Geschäftsjahr 2007 machte AIG einen Umsatz von 110,1 (Vorjahr: 113,2) Milliarden US-Dollar und wies einen Gewinn von 6,2 (Vorjahr: 14,0) Milliarden USD aus. AIG beschäftigt etwa 116.000 Mitarbeiter in 130 Ländern (Stand 2007) und zählt 74 Millionen Kunden – unter ihnen Banken, Versicherungen, Großunternehmen, Städte und Gemeinden. 2008 verbuchte das Unternehmen einen Verlust von 99,3 Milliarden Dollar, allein auf das vierte Quartal entfallen 61,7 Milliarden Dollar – der höchste Verlust eines Unternehmens in einem Quartal in der Wirtschaftsgeschichte.

## Geschichte
AIG wurde 1919 von Cornelius Vander Starr in Shanghai, Republik China gegründet. Starr war der erste westliche Geschäftsmann, der Versicherungen an Chinesen verkaufte. Nachdem das Unternehmen in China gedieh, expandierte er weiter nach Asien, Lateinamerika, Europa und in den Nahen Osten. 1926 eröffnete Starr in New York die Versicherungsagentur American International Underwriters, das erste Büro in den Vereinigten Staaten. Das Geschäft in den Vereinigten Staaten lief jedoch nicht so erfolgreich wie in den anderen Niederlassungen des Unternehmens. 1939 verlegte AIG wegen der drohenden Kriegsgefahr seine Firmenzentrale nach New York. Während des Zweiten Weltkrieges expandierte AIG in Lateinamerika und überflügelte dort die traditionell starken europäischen Versicherungen. Nach dem Ende des Zweiten Weltkrieges eröffnete AIG im Jahre 1946 neue Tochtergesellschaften in Deutschland, Japan, auf den Philippinen und in Westeuropa, wo die traditionell starken einheimischen Versicherungen aufgrund der Kriegsschäden nur eingeschränkt handlungsfähig waren. In den Anfangsjahren war die japanische Filiale der AIG auf Versicherungen für Angehörige der amerikanischen Besatzungsmacht beschränkt, seit 1951 durfte sie im Zuge der Öffnung des japanischen Versicherungsmarktes auch Versicherungen an japanische Kunden verkaufen. 1952 übernahm AIG die Mehrheit der Globe&Rutgers Fire Insurance Company.
Im Jahre 1962 übergab Starr das US-Geschäft an Maurice R. Greenberg, der den Konzern zu einem der Top-Unternehmen in den USA ausbaute. In den 1960er Jahren übernahm AIG unter anderem die New Hampshire Insurance Company und die National Union Fire Insurance Company mit Sitz in Pittsburgh, deren Tochtergesellschaft Lexington Insurance Company, die Commerce and Industry Insurance Company sowie die Transatlantic Reinsurance Company. 1967 wurde AIG in eine Holdinggesellschaft umgewandelt, deren Aktien seit 1969 an der Börse gehandelt werden. Seit 1984 werden die Aktien der AIG an der New York Stock Exchange gehandelt.
Die AIG gründete im Jahre 1979 als erste westliche Versicherungsgesellschaft Filialen in Ungarn, Polen und Rumänien. 1990 übernahm AIG die International Lease Finance Corporation. Am 8. April 2004 wurde AIG in den Dow Jones Industrial Average, den Index der 30 größten börsennotierten Unternehmen, aufgenommen.
Im Jahre 2005 erschütterte ein Falschbilanzierungsskandal in Zusammenhang mit Transaktionen zwischen AIG und dem Rückversicherer General Re der Holding Berkshire Hathaway das Unternehmen. Infolge dieser Unregelmäßigkeiten musste Maurice R. Greenberg zurücktreten. Sein Nachfolger ist Martin J. Sullivan.
Im August 2007 übernahm AIG die Württembergische und Badische Versicherungs-Aktiengesellschaft (Wüba) von der US-Beteiligungsgesellschaft J. C. Flowers & Co. LLC; bis Januar 2005 hatte die Wüba zur deutschen Finanzgruppe Wüstenrot & Württembergische gehört.

## Finanzkrise ab 2007
Für das 4. Quartal 2007 meldete AIG infolge der Subprime-Krise Abschreibungen in Höhe von 11 Milliarden Dollar auf ihr Kreditversicherungsportfolio und demzufolge einen Rekord-Quartalsverlust von 5,3 Milliarden Dollar. Hauptgrund für die Verluste des Unternehmens ab Ende 2007 sind ausfallende (Hypotheken-)Kredite von AIG-Kunden, welche über die AIG per Credit Default Swaps abgesichert (rückversichert) waren.
AIG bat am 14. September 2008 die US-amerikanische Notenbank Fed und damit den US-amerikanischen Steuerzahler um einen Überbrückungskredit von rund 40 Milliarden Dollar, um eine Abstufung ihres Ratings zu verhindern. Am 16. September 2008 gewährte die Fed dem Konzern einen Kredit von 85 Milliarden US-Dollar, übernahm aber im Gegenzug 79,9 Prozent der Anteile. Es kam also de facto zu einer Notverstaatlichung. Der Staat erhielt zugleich ein Vetorecht bei der Dividendenausschüttung.
Die US-amerikanische Regierung unterstützte Anfang November 2008 die American International Group mit insgesamt rund 150 Milliarden Dollar; dies war bis dato die größte finanzielle staatliche Unterstützung für ein privates Unternehmen in der Geschichte der Vereinigten Staaten.
Das Unternehmen wies über die ersten drei Quartale im Jahr 2008 Verluste in Höhe von 37,6 Milliarden US-Dollar aus. Im letzten Quartal 2008 hatte AIG alle bisherigen Grenzen gesprengt und den höchsten je von einem Unternehmen gemeldeten Verlust von 61,7 Milliarden US-Dollar verbucht.
Aufgrund erhöhten Abschreibungsbedarfes auf Privat- und nunmehr auch Geschäftsimmobilien stellte die Fed darüber hinaus bereits weitere Kredite über 22,5 Milliarden Dollar und 30 Milliarden Dollar bereit. Weitere Rettungsspritzen des Staates waren jedoch erforderlich. Im Rahmen einer Restrukturierung musste sich AIG von einigen ihrer Tochtergesellschaften und Sparten trennen. Für die Lebensversicherungssparte American Life Insurance soll die Metropolitan Life Company vorläufig 11,2 Milliarden Dollar geboten haben.
AIG verkaufte seinen US-Autoversicherer 21st Century Insurance für zirka 1,9 Milliarden US-Dollar an Farmers Group, eine Tochtergesellschaft der Schweizer Zurich Financial Services. Der US-Autoversicherer hatte 2008 ein Prämienaufkommen von 3,6 Milliarden US-Dollar.
Das deutsche Nachrichtenmagazin Der Spiegel bezeichnete AIG im Jahre 2009 als „Die gefährlichste Firma der Welt“ und veröffentlichte eine Titelgeschichte darüber, „Wie der amerikanische Versicherungskonzern AIG die Banken ins Risiko und die Finanzwelt fast in den Kollaps trieb“. Allerdings lagen die Ursachen der Finanzkrise sehr viel tiefer und waren nicht etwa nur auf AIG zu beschränken.
Die US-Regierung hatte erwartet, dass die Staatsbeteiligung mit einem positiven Saldo enden würde: „[T]he final cost will be significantly less than the initial investment. This is true for two reasons. First, many of the troubled assets that the government buys will increase in value as the market recovers. That means that the government eventually will be able to resell them for a higher price. Second, the government will receive quarterly dividends from the equity shares it purchases in financial institutions.“ (Präsident Bush in einer Rede am 17. Oktober 2008, deutsch: „Die finalen Kosten werden signifikant niedriger sein als die Anfangsinvestition. Dies ist aus zwei Gründen zutreffend: Erstens werden viele der schädlichen Vermögenswerte, die die Regierung kauft, im Wert steigen, sobald sich der Markt erholt. Das bedeutet, dass die Regierung schließlich dazu in der Lage sein wird, diese zu einem höheren Preis wieder zu verkaufen. Zweitens wird die Regierung quartalsweise Dividenden erhalten aus den von Finanzinstituten erworbenen Eigenkapitalanteilen.“)
Unter der Überschrift „AIG füllt die Staatskasse“ berichtete das Handelsblatt im März 2011: „Die amerikanischen Steuerzahler mussten mit 182 Milliarden Dollar einspringen – die teuerste Rettungsaktion in der Finanzkrise. Wie viel von diesem Geld inzwischen insgesamt zurückgeflossen ist, ließ Massad offen. Im November hatte das Finanzministerium das ausstehende Investment des Staates auf 120,6 Milliarden Dollar beziffert. Neben dem Ministerium hatte auch die US-Notenbank dem Versicherungskonzern unter die Arme gegriffen.
Doch nicht jeder Dollar, den AIG einnimmt, fließt direkt an den Staat: Weitere 3,3 Milliarden Dollar aus dem Verkauf ehemaliger Metlife-Besitztümer verbleiben in der AIG-Kasse. Aus einem vorherigen Verkauf hatte AIG bereits Milliarden abgezwackt, um seine mageren Rücklagen aufzupolstern und für Schadensfälle gewappnet zu sein.“ (Handelsblatt)
In der Spitze hielt die Regierung 92,1 Prozent an AIG, Ende 2012 wurden die letzten Anteile wieder verkauft. Insgesamt machte das US-Finanzministerium nach eigenen Angaben einen Gewinn von 22,6 Milliarden US-Dollar mit dem AIG-Bailout.
2014 wurde ILFC für 7,6 Milliarden USD an die niederländische AerCap verkauft und mit dieser verschmolzen.

## Asiengeschäft AIA
Anfang März 2010 teilte AIG mit, dass man seine Asiensparte an den britischen Konkurrenten Prudential verkaufen und die Erlöse zur Rückzahlung der Schulden an den US-amerikanischen Staat verwenden werde. Das Geschäft umfasste ein Gesamtvolumen von 35,5 Milliarden Dollar, wovon 25 Milliarden bar und der Rest in Wertpapieren gezahlt werden. Die mit AIA Group Ltd. benannte Asiensparte umfasste mehr als 20 Millionen Kunden.
Der geplante Verkauf an Prudential scheiterte jedoch, so dass
AIA im Oktober 2010 an die Börse ging. Der Börsengang der mit einem Volumen von 159,08 Milliarden Hong-Kong Dollar (20,51 Milliarden US-Dollar) der zum bis dahin weltweit drittgrößten Börsengang. Am 21. Dezember 2012 verkaufte AIG ihre gesamte Beteiligung an AIA in Höhe von 13,69 %.

## AIG Europe
Die AIG-Europe-Gesellschaften wurden Mitte Oktober 2009 in Chartis Europe S. A. bzw. Chartis Europe Limited umbenannt. In Deutschland firmierte sie als Chartis Europe S. A. – Direktion für Deutschland. Zum 1. Dezember 2012 wurde die Struktur in Europa vereinfacht und die Chartis Europe S. A. auf die Chartis Europe Limited, die nun als AIG Europe Limited firmiert, verschmolzen.

## Auswirkungen der Unternehmenskrise auf deutsche Gemeinden
Aufgrund der in der Vergangenheit häufiger gewordenen Cross Border Leasings deutscher Kommunen für städtische Anlagen (Müllverbrennungsanlagen, Kanalnetze etc.) gerieten diese durch die Schieflage der AIG in Bedrängnis, da die AIG ihr bisher gutes Rating verlor. Dadurch mussten für die Cross Border Leasings eine neue Versicherung gefunden werden, die die Leasingverträge absichert, falls der Leasingspartner der Kommunen ausfällt oder sich die Bonität des Versicherers ändert (in diesem Fall wird eine Vertragsstrafe fällig). Da eine solche Versicherung in einer Finanzkrise schwer zu finden war – zumindest zu annehmbaren Konditionen – bleiben die Kommunen auf diesen Ausfallrisiken bzw. der Vertragsstrafe sitzen, die sie nun selber tragen mussten. Der Grund dafür ist die Gestaltung der Cross Border Leasings als eine Art Credit Default Swap. Ein einfacher Vertragsausstieg ist nicht möglich, da die Leasingverträge meist eine Laufzeit von mindestens 30 Jahren haben.

## Aktionärsstruktur
Mit Stand vom 31. März 2025 waren folgende Hauptaktionäre publiziert:
| Anteilseigner                     | Aktien | Stand        | Anteil in % | Wert          |
| --------------------------------- | ------ | ------------ | ----------- | ------------- |
| Vanguard Group Inc                | 62.45M | Mar 31, 2025 | 10,84 %     | 4,944,390,120 |
| Blackrock Inc.                    | 51.48M | Mar 31, 2025 | 8,93 %      | 4,075,340,733 |
| State Street Corporation          | 27.1M  | Mar 31, 2025 | 4,70 %      | 2,145,306,333 |
| Capital Research Global Investors | 26.06M | Mar 31, 2025 | 4,52 %      | 2,063,427,613 |
| Wellington Management Group       | 25.43M | Mar 31, 2025 | 4,41 %      | 2,013,332,163 |
| Harris Associates L.P.            | 22.32M | Mar 31, 2025 | 3,87 %      | 1,767,351,137 |
| GQG Partners LLC                  | 18.91M | Mar 31, 2025 | 3,28 %      | 1,497,068,168 |
| Invesco Ltd.                      | 17.88M | Mar 31, 2025 | 3,10 %      | 1,415,735,087 |
| Geode Capital Management, LLC     | 13.26M | Mar 31, 2025 | 2,30 %      | 1,049,694,421 |
| Aristotle Capital Management, LLC | 12.34M | Mar 31, 2025 | 2,14 %      | 976,991,266   |

## Steuervermeidung
Durch die Luxemburg-Leaks wurde bekannt, dass AIG „durch komplizierte Finanzkonstrukte Geld am US-Fiskus vorbeigeschleust hat“.

## Verschiedenes

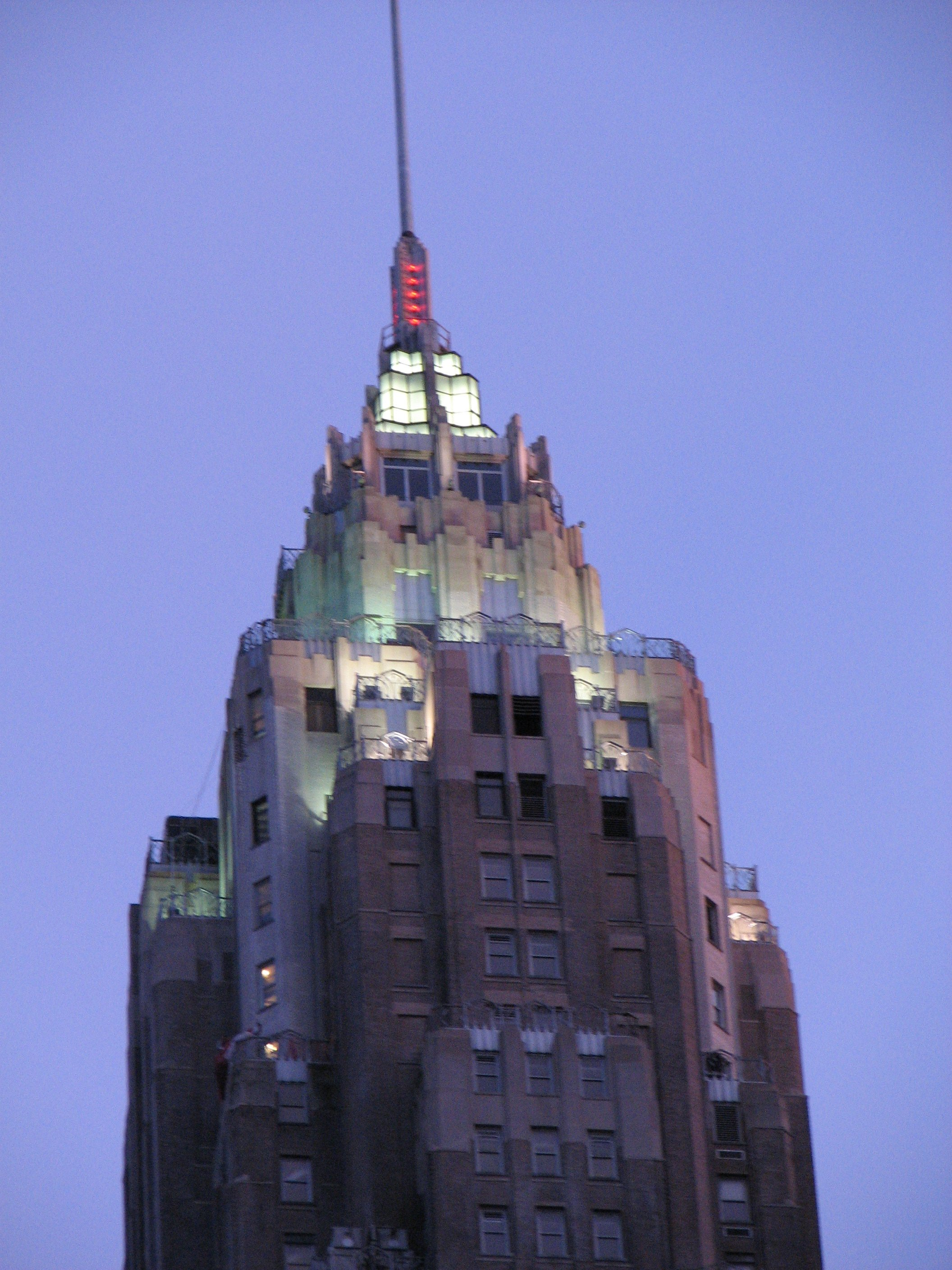
American International Building

Die AIG besaß das 290 Meter hohe American International Building in Manhattan (heutiger Name: „70 Pine Street“); das Unternehmen residierte in diesem Wolkenkratzer, der zu den höchsten Gebäuden in New York City zählt.
Die AIG war von der Saison 2006/07 bis zum Juni 2010 Trikotsponsor des Fußballvereins Manchester United.